# Route nationale 701
Die Route nationale 701, kurz N 701 oder RN 701, war eine französische Nationalstraße, die von 1933 bis 1973 zwischen Rochechouart und Brive-la-Gaillarde verlief. Ihre Länge betrug 122,5 Kilometer. Im Jahr 2006 wurde die Nummer nochmal kurz für die abgestufte Autoroute A701, eine kurze Autobahn im Norden von Orléans, verwendet. Diese trägt heute die Nummer D 2701.